# Gamsspitz
Der Gamsspitz ist ein 2057 m ü. A. hoher Berg im Toten Gebirge an der Grenze von Oberösterreich und Steiermark im Talschluss von Hinterstoder. Der Berg bildet ein flaches Gipfelplateau, das mit teils felsigen, teils schrofigen Flanken nach Osten in das Salzsteigjoch abfällt. Nach Westen fällt das Plateau sanft zur Sigistalhöhe ab. Besonders gegen Nordwesten fällt der Gamsspitz mit einer sehr steilen und plattigen Wand ins Sigistal ab. Am Gipfel befindet sich ein Steinmann.

## Aufstieg
Markierte Anstiege zum Salzsteigjoch. Von dort über die Ostflanke auf den Ostgipfel und weiter zum Westgipfel